# Paraxiopsis granulimana
Paraxiopsis granulimana är en kräftdjursart som beskrevs av Brian Frederick Kensley 1996. Paraxiopsis granulimana ingår i släktet Paraxiopsis och familjen Axiidae. Inga underarter finns listade i Catalogue of Life.